# Barbed Wire (film 1952)
Barbed Wire è un film del 1952 diretto da George Archainbaud.
È un western statunitense a sfondo musicale con Gene Autry, Anne James e William Fawcett.

## Trama
Un acquirente di bestiame si reca in Texas per indagare il motivo per cui i sentieri per il passaggio del bestiame verso il Kansas sono bloccati.

## Produzione
Il film, diretto da George Archainbaud su una sceneggiatura di Gerald Geraghty, fu prodotto da Armand Schaefer per la Gene Autry Productions e girato nelle Alabama Hills a Lone Pine e a Pioneertown, California, da inizio dicembre a metà dicembre 1951.

## Distribuzione
Il film fu distribuito negli Stati Uniti dal 25 luglio 1952 al cinema dalla Columbia Pictures.
Altre distribuzioni:
- nel Regno Unito (False News)

## Promozione
Le tagline sono:
- WARNING to Killers and Crooks - DON'T FENCE GENE IN!
- Gene and Champion take barricades and bullets in their stride-to save the Texas Cattle Trail!
- BARBED WIRE AND BULLETS CAN'T STOP GENE! He's double dynamite with both barrels blasting rustlers!
- GENE'S AT HIS RIP-ROARING BEST-Ripping Down the Rustler's Barbed-Wire Barricade!
- GENE'S DOUBLE DYNAMITE!